# Мария Антиохийска
Мария Антиохийска (* 1145; † 1182) е византийска императрица, втора съпруга на император Мануил Комнин.

## Произход
Мария е дъщеря на Констанс Антиохийска, наследничка на Антиохийското княжество, и Раймон дьо Поатие.
През 1160 г. вторият съпруг на Констанс Антиохийска, Рено дьо Шатийон, е пленен от селджуците на Мах ал Дин, владетел на Алепо, и Констанс поема управлението на Антиохия. Срещу нея обаче се обявяват бароните, които подкрепят сина ѝ, Боемунд III. С помощта на йерусалимския крал Балдуин III бароните в Антиохия предават регентството на богатия и властен латински патриарх на Антиохия, политически опонент на Констанс. Констанс се обръща към формалния сюзерен на Антиохийското княжество, византийския император Мануил Комнин, с официален протест срещу тези действия на бароните.

## Брак с Мануил Комнин
През 1151 г. император Мануил I Комнин вече е вдовец (съпругата му Ирина умира същата година) и планира да се ожени за някоя принцеса от съседните кръстоносни държавици. Йоан Контостефан и великият драгоман Теофилакт са поставени начело на делегация, пратена в Йерусалим, за да търси нова съпруга на императора. Техният избор се спира на Мария Антиохийска и Мелисенда Триполитанска, дъщеря на граф Раймонд II Триполитански и Ходиерна Йерусалимска. Двете кандидатки са известни с красотата си, но според Йоан Кинамус, Мария Антиохийска е по-красивата от двете: тя е висока и с руси коси, което издава норманския ѝ произход. По съвет на Балдуин III, Мелисенда и брат ѝ Раймонд III Триполитански се заемат със събиране на огромна зестра, включваща и богати подаръци от Ходиерна и сестра ѝ кралица Мелисенда Йерусалимска. Византийските посланици обаче не са впечатлени и отлагат годежа близо година. Вероятно до тях достига мълвата за съмнителния произход на Мелисенда, чиято майка е подозирана в изневяра. Така Мануил I Комнин се спира окончателно на Мария Антиохийска. Това обижда Раймонд III Триполитански, който в отговор напада о-в Кипър.
Междувременно една византийска делегация начело с Алексий Комнин и префекта на Константинопол, Йоан Дука Каматир, пристига в Антиохия, за да уговори условията за бъдещия брак между императора и антиохийската принцеса. През септември 1161 г. от пристанището „Св. Симеон“, Мария Антиохийска потегля за Константинопол. Мануил I Комнин и Мария Антиохийска са венчани в катедралата „Св. София“ в Константинопол на 24 декември 1161 г. Бракосъчетанието е извършено от тримата православни патриарси: Лука Хрисоверг, патриарх на Константинопол, Софроний, патриарх на Александрия, и Атанасий, православен патриарх на Антиохия. Бракът е отпразнуван с пищни празненства и надбягвания на Хиподрома за населението, а младоженците даряват богато и църквата.
Бракът между Мануил I Комнин и Мария закрепва отношенията между Византия и Антиохия и засилва позициите на Констанс Антиохийска, на чийто протест Мануил I Комнин се отзовава благосклонно. Чрез неговата подкрепа Констанс Антиохийска отново поема управлението на княжеството.
През 1169 година Мария Антиохийска ражда син, бъдещият император Алексий II Комнин. Мария започва да играе важна роля в политическия живот на Константинопол. Говорейки френски език като майчин, тя успява да улови двойната игра на хипоболеуса Арон, който тайно се ползвал от съветите на западните представители в двора. Като резултат Арон е ослепен по заповед на императора.

## Регентство
След смъртта на съпруга си Мария формално се замонашва под името Ксения, но в действителност управлява като регент на сина си Алексий II Комнин. Въпреки че става монахиня, Мария притежава множество амбициозни обожатели, но отдава предпочитанията си на протостратора Алексий, който става неин съветник и любовник. Поведението на императрицата скандализира ромейското общество. Със западния си произход и италианските си маниери, Мария Антиохийска не се нрави на православните поданици на империята и често регентството ѝ е обвинявано в некомпетентност. Водачи на опозицията срещу Мария Антиохийска стават доведената ѝ дъщеря Мария Порфирогенита и съпругът ѝ, кесарят Рение Монфератски, който също е от омразните латини. Като първородна дъщеря на Мануил Комнин, Мария Порфирогенита се смята за законна наследница на властта в империята, а и на възраст е колкото доведената си майка. Мария Порфирогенита и Рение получават подкрепата на Константинополския патриарх. Той обаче е арестуван по заповед на Алексий, което поставя началото на кървава вендета по улиците на Константинопол.
Мария Порфирогенита търси подкрепа срещу императрицата от братовчеда на покойния Мануил I Комнин, Андроник Комнин, който дотогава живее в изгнание. През 1182 г. Андроник Комнин влиза в града и провокира жителите му да извършат масови кланета в квартала на латините, населяван предимно от венецианци и генуезци. След като Андроник установява контрол над Константинопол, Мария Порфирогенита и Рение Монфератски са отровени, а императрица Мария Антиохийска е хвърлена в тъмница. Самият Андроник застава начело на регентския съвет на малолетния Алексий II Комнин. Мария Антиохийска прави опит да потърси помощ от зет си, унгарския крал Бела III, но безуспешно.

## Смърт
Принуден от Андроник, малолетният Алексий II Комнин подписва заповед за екзекуцията на собствената си майка, след което Андроник заповядва на сина си Мануил и севаст Георги лично да екзекутират императрицата, но и двамата категорично отказват да го сторят. Тогава Мария Антиохийска е удушена от етериарха Константин Трипсих и евнуха Птеригеонит, след което е погребана в необозначен гроб на близкия плаж. Около трагичната смърт на императрицата се разнасят различни версии. Според една от тях Мария Антиохийска е удавена в морето, завързана в чувал. След смъртта ѝ Андроник се обявява за съимператор на малолетния Алексий, който скоро след това е убит. Така Андроник Комнин узурпира цялата власт в империята.